# 波多正美
波多正美（日语：／ Hata Masami，1942年11月5日—），日本男性動畫師、動畫演出家、動畫導演。出身於富山縣。他是一位自日本電視動畫誕生以來就一直活躍的資深導演。他主要因為三麗鷗執導多部長篇戲劇作品而聞名。

## 來歷
波多正美出生於日治時期台灣臺北州臺北市。由於他的父親是日本氣象廳的僱員，他住過很多地方，包括富山縣和新潟縣，他曾經說過「我不知道我來自哪裡」。
在多摩美術大學油畫系學習期間，他應徵了東京電影的電視動畫《大X超人》，並作為動畫師學徒加入該公司。同時，他申請擔任1964年東京奧運場館服務人員的工作，但沒有成功。他說，如果他被接納為奧運工作人員，他可能不會從事動畫工作。從同一所大學退學後，他作為動畫師參與了虫Production的電視系列《W3》。在完成了《安徒生物語》、《萬能旋風兒》之後，他加入了由虫Production員工創立的MADHOUSE。
此後，他在三麗鷗電影動畫部門工作，擔任《綿羊小鈴》、《天狼星的傳說》、《妖精芙羅倫絲》等長篇動畫長片的導演。
部門解散後，他參與了同一批員工創立的Grouper Production。在製作了以三麗鷗角色為主題的動畫作品後，該製作公司於1996年左右解散。
之後，他作為自由工作者工作，然後返回MADHOUSE，執導了《老鼠物語：喬治和傑拉爾德的冒險》、《星際寶貝》、《星際寶貝 ～惡作劇外星人的大冒險～》。
如今80多歲的他仍然活躍在演出家的職位上。

## 參加作品

### 電視動畫
1964年
- 大X超人（—1965年、作畫）

1965年
- W3（日语：W3）（—1966年，編劇、演出）

1967年
- 悟空大冒險（編劇、演出）
- 緞帶騎士（演出）

1968年
- 動物1（日语：アニマル1）（演出）
- 淘氣偵探團（日语：わんぱく探偵団）（—1969年，演出）

1970年
- 明日之丈（—1971年，演出）

1971年
- 安徒生物語（日语：アンデルセン物語）（動畫導演）
- 萬能旋風兒（日语：国松さまのお通りだい）（— 1972年，首席導演、演出）

1973年
- 小酋長小黑（分鏡）
- （演出）
- 荒野的少年神槍手（日语：荒野の少年イサム）（—1974年，分鏡）
- 網球甜心（—1974年，分鏡）

1974年
- 柔道讚歌（日语：柔道讃歌）（演出）
- 山林小獵人 (1974年版)（—1976年，演出）

1976年
- 皮科里諾的冒險（日语：ピコリーノの冒険）（—1977年，分鏡）
- 漫畫世界昔話（日语：まんが世界昔ばなし）（—1979年，演出）

1977年
- 鐵臂馬魯斯（演出）

1985年
- 夢幻之星的波坦諾斯（首席導演、分鏡、演出）

1987年
- 妙妙熊歷險記（動畫師）

1989年
- 手塚治虫物語 我是孫悟空（日语：ぼくのそんごくう）（電視動畫特集，SF西遊記部分導演、編劇）

1991年
- 天氣男孩（日语：ひらけ!ポンキッキ 節目）（導演、演出）

1992年
- 小鬼迪克（導演）

1993年
- 三麗鷗動畫劇院（日语：大好き!ハローキティ#その他）（動畫部分導演）
- 我愛你！Hello Kitty（日语：大好き!ハローキティ）（—1994年，「歡迎來到三麗鷗彩虹樂園！」動畫部分導演）

1994年
- 來玩吧！Hello Kitty（日语：あそぼう!! ハローキティ）（「Hello劇院」動畫部分導演）
- Hello Kitty與酷企鵝（日语：ハローキティとバッドばつ丸）（—1998年，「三麗鷗動畫劇院」動畫部分導演）

1995年
- 去吧！稻中桌球社（導演、分鏡）

1996年
- （—1997年，分鏡）

1997年
- 在電視上發現！塔麻可吉（導演、分鏡）

1998年
- 頭文字D（分鏡、演出）
- 丸少爺（1998年—，分鏡、演出）

1999年
- 伊索世界（導演、編劇）

2000年
- 犬夜叉（—2004年，分鏡）

2003年
- 原子小金剛 (2003年版)（—2004年、演出）

2004年
- 火之鳥（分鏡）

2008年
- 星際寶貝（—2009年，導演、演出）

2009年
- 星際寶貝 ～惡作劇外星人的大冒險～（—2010年，導演、演出）

2013年
- 第一神拳 Rising（分鏡、演出）

2014年
- 牙狼〈GARO〉 -炎之刻印-（演出）

2015年
- 牙狼〈GARO〉 -紅蓮之月-（分鏡、演出）

2016年
- JoJo的奇妙冒險 不滅鑽石（演出）

2017年
- 鬼平（演出）

2019年
- 多羅羅 (2019年版)（演出）

2020年
- 安達與島村（演出）

2021年
- 異世界魔王與召喚少女的奴隸魔術Ω（演出）
- 女朋友 and 女朋友（演出）

2022年
- 魔法使黎明期（動作演出、演出）

2023年
- 傲嬌反派千金莉潔洛特與實況主遠藤同學及解說員小林同學（演出）

2024年
- 我的妻子不具感情（作畫監督）

### 電影動畫
1968年
- 九尾狐與飛丸（殺生石）（原畫）

1969年
- 一千零一夜（動畫師）

1970年
- 埃及豔后（日语：クレオパトラ (1970年の映画)）（動畫師）

1971年
- 安徒生物語 拇指姑娘 可愛的花王子（美術）

1977年
- 小小珍寶（演出）[注 1]

1978年
- 綿羊小鈴（導演）

1979年
- 胡桃鉗（日语：くるみ割り人形 (1979年の映画)）（設定協力）
- 奧菲斯星（日语：星のオルフェウス）（動畫師）
- 神奇獨角馬 黑雲與白羽（日语：ユニコ#短編映画『ユニコ黒い雲と白い羽』）（關鍵動畫師）

1981年
- 天狼星的傳說（日语：シリウスの伝説）（導演、編劇）

1984年
- 阿信（動畫師）

1985年
- 妖精芙羅倫絲（日语：妖精フローレンス）（導演）

1986年
- 超級瑪利歐兄弟：碧奇公主救出大作戰！（日语：スーパーマリオブラザーズ ピーチ姫救出大作戦!）（導演）

1989年
- NEMO（日语：NEMO/ニモ）（導演）
- 三麗鷗動畫祭（日语：サンリオアニメフェスティバル）（—1991年、1996年，總導演）
  - 美樂蒂的小紅帽（1989年）
  - Hello Kitty的灰姑娘（1989年）
  - 雙星仙子的青鳥（日语：キキとララの青い鳥）（1989年，導演）
  - 的快樂西遊記（1990年，導演）
  - 大眼蛙的大冒險 神秘的魔豆（1990年）
  - Hello Kitty的拇指姑娘（1990年）
  - 大眼蛙的三劍客（1991年，導演、編劇）
  - Hello Kitty的魔法森林的高貴公主（1991年，編劇）
  - 大口仔的龍宮星大探索（1991年）
  - Hello Kitty的大家一起保護森林！（1996年，導演）[注 2]
  - 大眼蛙的嚇人的妖怪（1996年，導演）[注 2]

1997年
- 艾摩爾的冒險 My Father's Dragon（日语：エルマーのぼうけん#アニメ映画）（導演、分鏡）

2001年
- 犬夜叉：跨越時代的思念（分鏡、演出）

2007年
- 老鼠物語：喬治和傑拉爾德的冒險（日语：ねずみ物語）（導演、分鏡）

2011年
- 豆富小僧（日语：豆富小僧）（分鏡）

2013年
- 劇場版 HUNTER×HUNTER：緋色幻影（演出）

### OVA
1986年
- 那由他（日语：那由他 (漫画)）（導演）

1989年
- 聖誕老人感冒了（演出）
- 里爾奇倫（演出）
- 大眼蛙的大冒險（演出）
- 山姆企鵝的妖怪並不可怕（導演）
- 人魚漢頓的007/2 週日醫生現身（導演）
- 山姆企鵝與奇普的喧鬧大賽車（分鏡）

1992年
- Hello Kitty的神秘的水（導演、演出）
- 凱蒂與咪咪的生日快樂（導演、演出）
- 大眼蛙的膽小鬼王子大冒險（導演）
- 大眼蛙的加油！Keroppies（導演）
- 大眼蛙的朋友都很棒（導演）
- 大眼蛙的天空與夢幻之船（導演）

1993年
- 大眼蛙的Kero Kero之家的秘密（導演）
- Hello Kitty的盜夢賊（導演）
- 雙星仙子的天鵝座公主（導演）
- 雙星仙子的我想成為公主（導演、演出）
- 雙星仙子的糖果屋（導演、演出）
- 大眼蛙的朋友是魔法師（導演）
- 大眼蛙的我們的公主（導演）
- 大眼蛙的格列佛遊記（導演）

1994年
- 大眼蛙的若能在空中飛翔（導演）
- 大眼蛙的我們成為朋友吧（導演）
- Hello Kitty的阿爾卑斯的少女海蒂II 與克萊拉的會面（導演）
- Hello Kitty的小公主（導演）
- 大眼蛙的羅賓漢（導演）
- 雙星仙子的飛吧！飛馬座（導演）
- Hello Kitty的我討厭爸爸（導演）
- 大眼蛙的我們的寶藏（導演）
- 雙星仙子的我想見爸爸媽媽（導演）
- 大眼蛙的蜜蜂大騷動（導演）
- PATTY & JIMMY的你是超級巨星！（導演）

1995年
- 雙星仙子的媽媽太棒了！（導演）
- Hello Kitty的幸福鬱金香（導演）
- 大眼蛙的恐龍出現了（導演）

2005年
- 我是八藏（日语：葉祥明）（導演、編劇）

## 腳註

## 相關項目
- 日本動畫師列表（日语：アニメ関係者一覧）

## 外部連結
- MADHOUSE公式官網 （日語）—中有一篇介紹文章。